# So Much Shouting, So Much Laughter
So Much Shouting, So Much Laughter és un doble àlbum en directe de la cantant i compositora Ani DiFranco publicat al 2002.
Tal com va fer al seu anterior llançament, Revelling/Reckoning, DiFranco divideix l’àlbum en dues parts. El primer disc, subtitulat “Stray Cats”, conté una col·lecció de versions en directe dels seus propis temes mentre que el segon, aquest subtitulat “Girls Singing Night”, segueix més l'estructura dels concerts de les últimes gires amb la seva banda, tot i que les cançons provenen de diferents dates.
«Comes a Time» és un extracte d’un discurs de Mario Savio, pronunciat durant les protestes que el Moviment de Llibertat d’Expressió (Free Speech Movement [FSM], en anglès) va dur a terme durant el curs acadèmic 1964-1965 a la Universitat de Califòrnia a Berkeley.
El disc va obtenir molt bona acollida entre el públic arribant al número 1 de la llista Independent Albums (llista en la que es va mantenir durant 17 setmanes) i a la posició 32 de la llista Billboard 200.

## Llista de cançons
Totes les cançons foren escrites i compostes per Ani DiFranco, excepte on s'indiqui. 
| 1.  | «Swan Dive»                            | 6:23 |
| 2.  | «Letter to a John / Tamburitza Lingua» | 7:50 |
| 3.  | «Grey»                                 | 5:31 |
| 4.  | «Cradle and All»                       | 4:40 |
| 5.  | «Whatall Is Nice»                      | 5:39 |
| 6.  | «What How When Where»                  | 4:34 |
| 7.  | «To the Teeth»                         | 7:09 |
| 8.  | «Revelling»                            | 4:28 |
| 9.  | «Napoleon»                             | 5:21 |
| 10. | «Shrug»                                | 4:20 |
| 11. | «Welcome To:»                          | 4:47 |

| 1.  | «Comes a Time» (Mario Savio) | 0:22 |
| 2.  | «Ain't That The Way»         | 4:54 |
| 3.  | «Dilate»                     | 5:24 |
| 4.  | «Gratitude»                  | 2:51 |
| 5.  | «Rock Paper Scissors»        | 4:55 |
| 6.  | «32 Flavors»                 | 4:02 |
| 7.  | «Loom / Pulse»               | 6:16 |
| 8.  | «Not a Pretty Girl»          | 3:18 |
| 9.  | «Self Evident»               | 9:10 |
| 10. | «Reckoning»                  | 5:22 |
| 11. | «My IQ»                      | 2:27 |
| 12. | «Jukebox»                    | 5:07 |
| 13. | «You Had Time»               | 3:56 |

## Personal
- Ani DiFranco – veu, guitarres
- Jason Mercer – baix
- Daren Hahn – bateria
- Julie Wolf – teclats, veu de fons
- Hans Teuber – saxòfon, flauta, clarinet, veu de fons
- Ravi Best – trompeta
- Todd Hornton – trompeta
- Shane Endsley – trompeta

### Producció
- Producció – Ani DiFranco
- Enginyeria – Andrew Gilchrist
- Enregistrament – Larry Berger, Andrew Gilchrist, Greg Calbi
- Mescla – Ani DiFranco
- Masterització – Greg Calbi
- Disseny – Brian Grunert, Kevin Karn, Ani DiFranco
- Fotografia – Susan Alzner, Larry Berger, Scot Fisher, Heidi Kunkel, Jason Mercer, Donnie Mullins, Julie Wolf, Eric Frick
- Il·lustracions – Ani DiFranco

## Llistes
| Llista (2002)      | Posició |
| ------------------ | ------- |
| Independent Albums | 1       |
| Billboard 200      | 32      |

Ambdues llistes publicades per la revista Billboard.